# Alexis Korner
Alexis Korner (19. dubna 1928, Paříž, Francie – 1. ledna 1984, Londýn, Anglie) byl britský bluesový hudebník. Často bývá označován jako „otec britského blues“. V 50. letech byl členem skupiny Chrise Barbera. Byl také členem skupin Blues Incorporated, C.C.S. a dalších.

## Diskographie

### Alba
- Blues from the Roundhouse  10" (1957) – Alexis Korner's Breakdown Group
- R&B from the Marquee (1962) – Blues Incorporated
- At the Cavern (1964) – Blues Incorporated
- Red Hot from Alex (1964) – Blues Incorporated
- Alexis Korner's Blues Incorporated (1965) – Blues Incorporated
- Sky High (1966) – Blues Incorporated
- I Wonder Who (1967)
- Alexis Korner's Blues Incorporated – Blues Incorporated
- A New Generation of Blues (1968)
- Both Sides (1970) – New Church
- CCS 1st (1970) – CCS
- Alexis Korner (1971)
- Bootleg Him! (1972)
- CCS 2nd (1972) – CCS
- The Best Band In The Land(1973)
- Live on Tour in Germany (1973) – with Peter Thorup; Snape
- Alexis Korner (1974)
- Get Off My Cloud (1975)
- The Lost Album (1977)
- Just Easy (1978)
- The Party Album (1979) – Alexis Korner and Friends
- Me (1980)
- Rocket 88 (1981) – Rocket 88
- Juvenile Delinquent (1984)
- Testament (1985) – with Colin Hodgkinson
- Live in Paris (1988) – with Colin Hodgkinson

### EP
- 1973 Wild Women & Desperate Men / Machine Gun & Julie (Single)
- 1973 Captain America / The Thief (Single)
- 1974 Aint That Peculiar / Tree Top Fever (Single)
- 1975 Get Off My Cloud / Strange 'n' Deranged (Single)